# Ochsenschwanzsuppe

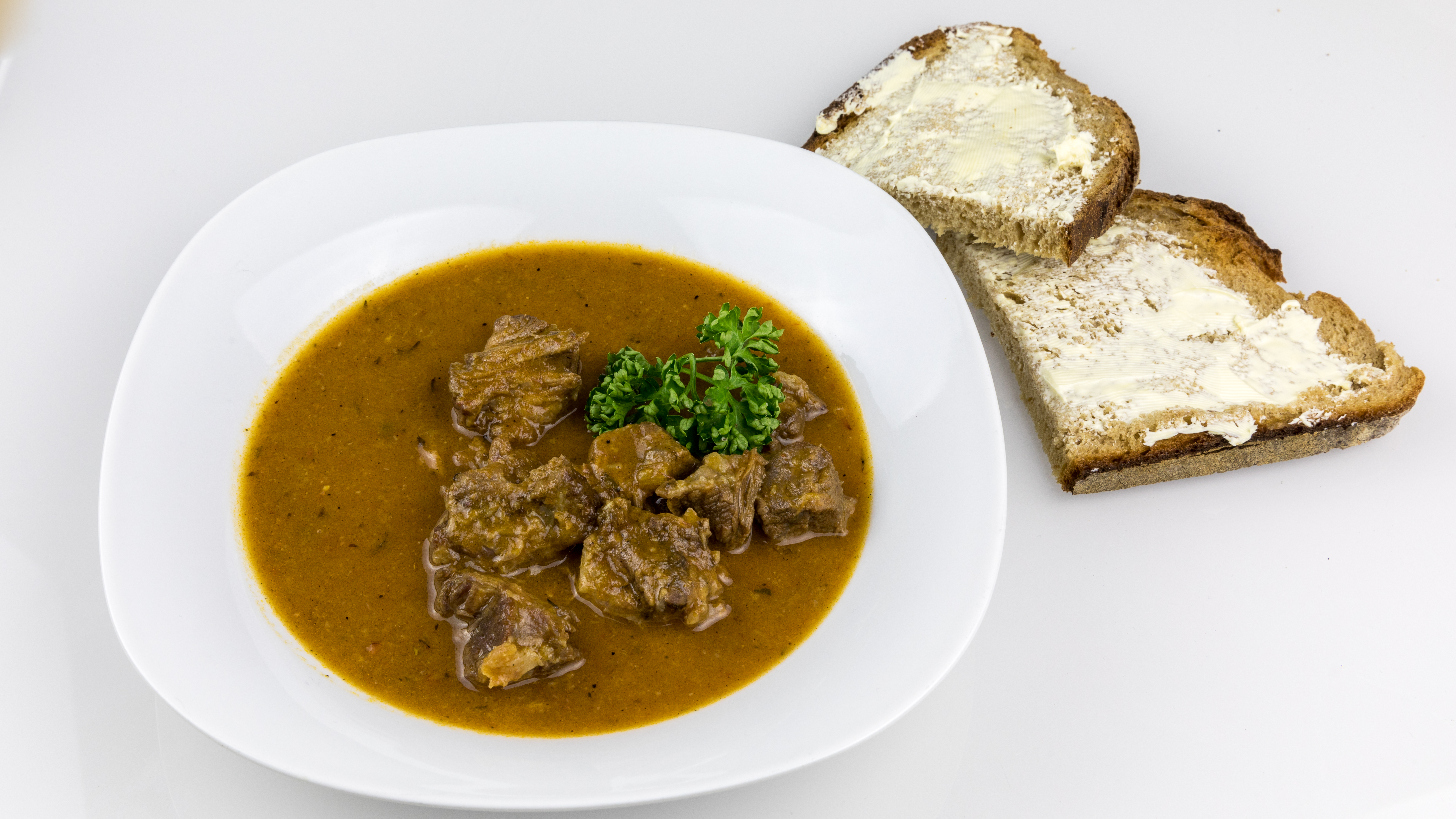
Gebundene Ochsenschwanzsuppe mit Brot

Ochsenschwanzsuppe bzw. Ochsenschleppsuppe, im englischen Sprachraum als Oxtail soup bekannt, ist eine klare oder gebundene Suppe, zu deren Hauptzutaten Ochsenschwanz gehört. Sie ist konzentriert, von gold- bis tiefbrauner Farbe und meist mit Kräutern gewürzt sowie mit Sherry oder Madeira aromatisiert.
Neben der echten Ochsenschwanzsuppe gibt es auch industriell hergestellte Fertiggerichte, die als „Ochsenschwanzsuppe“ bezeichnet werden. Diese können Ochsenschwanz enthalten, müssen dies jedoch nicht.

## Zubereitung
Zur allgemeinen Zubereitung wird zwischen den Wirbelkörpern zerteilter Ochsenschwanz zusammen mit Wurzelgemüse zunächst kräftig angebraten und dann alles – je nach Rezept mit weiteren Zutaten – in Kraftbrühe mehrere Stunden gegart, die Suppe geklärt und entfettet oder passiert. Typische Gewürze sind Thymian, Salbei, Rosmarin und Basilikum.

### Klassische Varianten
In der europäischen Küche gibt es mehrere klassische Varianten:
- Klare Ochsenschwanzsuppe (Consommé de queues de bœuf): Würfel von ausgelöstem Fleisch des Ochsenschwanzes und gegartem Wurzelgemüse in der geklärten Kraftbrühe mit Kräutern und Sherry.[1]
- Gebundene Ochsenschwanzsuppe (Potage lies de queues de bœuf): Wie klare Ochsenschwanzsuppe, zusätzlich gebunden durch mit dem Fleisch mitgeröstetes Mehl und das passierte Wurzelgemüse der Brühe, aromatisiert mit Madeira[2] oder Sherry.
- Clear oxtail soup oder Oxtail clear (englische Küche): Wie klare Ochsenschwanzsuppe, zusätzlich Tomatenmark und Rotwein in der Brühe.[3]

Daneben gibt es verschiedene Varianten, bei denen unter anderem englisches Schwarzbier und Maronen hinzugegeben werden. Die Suppe wird in der Regel zusätzlich entfettet und geklärt, Kochgemüse und Suppe können auch püriert werden. Außerdem wird das Fleisch in der Regel aus dem Knochen gelöst und in kleine Stücke geschnitten oder gestochen.

### Oxtail Soup nach Eliza Acton
Eliza Acton beschrieb in ihrem Kochbuch Modern Cookery for Private Families von 1845 die Zubereitung einer klassischen britischen Oxtail soup. Dabei weist sie darauf hin, dass der gute Geschmack der Suppe durch die zusätzliche Beigabe von etwas Schinken oder Schinkenknochen verbessert werden kann und ohne diese fade wird:

„… it will be insipid in flavour without the addition of a little ham, knuckles of bacon or a pound or two of other meat.“

In ihrem klassischen Rezept wird der Ochsenschwanz nicht geteilt und nach der Reinigung nicht angebraten, sondern nur eingeweicht und danach im Ganzen in Wasser gekocht. Erst, nachdem der Schwanz nach einigen Stunden weichgekocht ist, wird er entfernt und zerteilt, danach werden die Stücke mit Knochen weitergekocht, bis das Bindegewebe geliert und das Fleisch vom Knochen fällt. Danach wird die Suppe mit Reismehl oder Pfeilwurzmehl gebunden und gewürzt.

### Internationale Küche

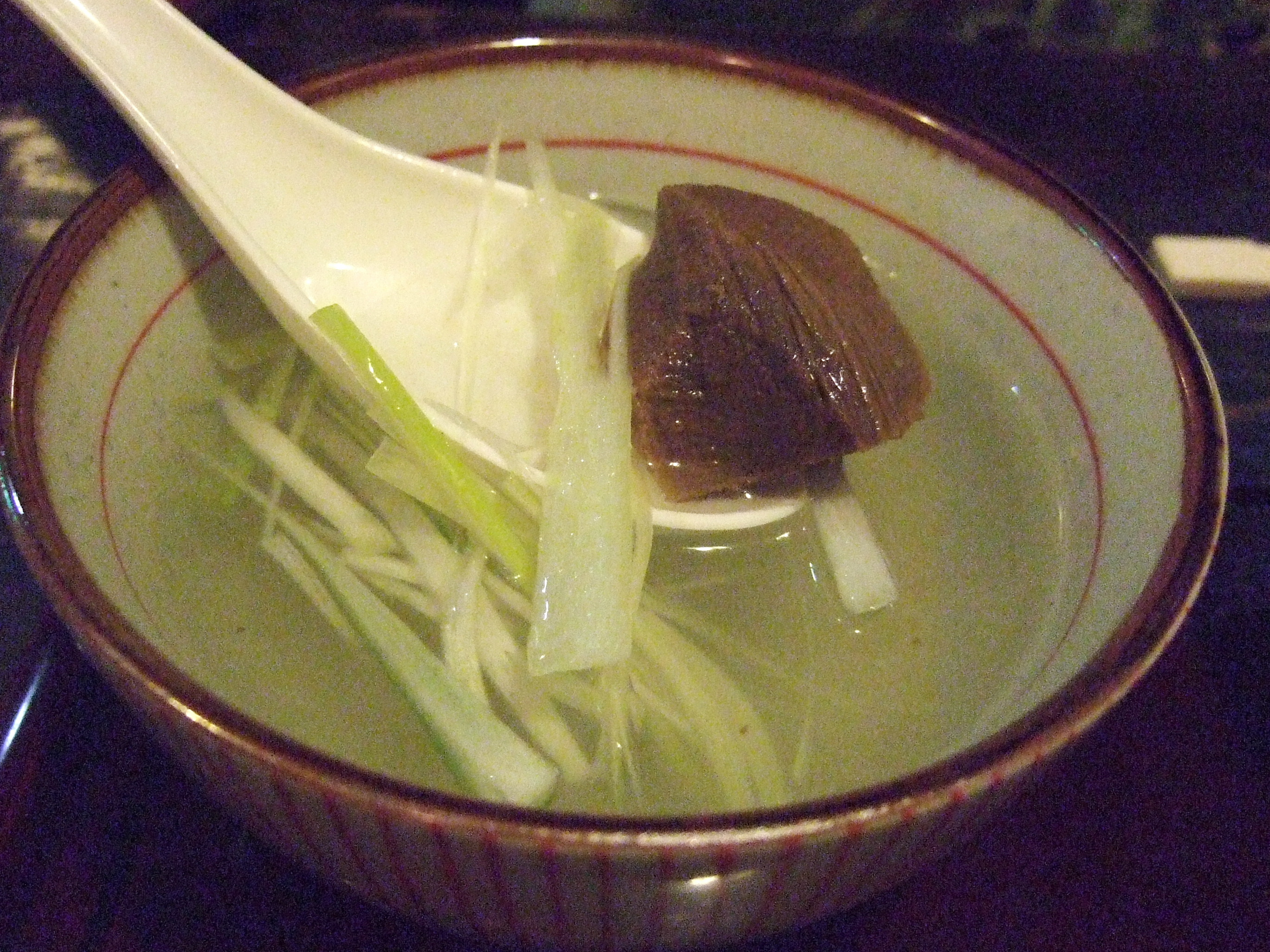
Japanische klare Ochsenschwanzsuppe

In der chinesischen Küche und der Küche der Afroamerikaner in den USA sind ebenfalls Ochsenschwanzsuppen bekannt. Sie enthalten verschiedene sättigende Gemüse in größerer Menge und entsprechen häufig eher Eintöpfen.

## Industriell hergestellte Ochsenschwanzsuppe
Industriell hergestellte Ochsenschwanzsuppe muss in Deutschland keinen Ochsenschwanz beinhalten.
Die Richtlinie des Bunds für Lebensmittelrecht und Lebensmittelkunde: „Im Zuge der Interventionsmaßnahmen für Rindfleisch im Zusammenhang mit der BSE-Krise (ab 1993) wurde die Wirbelsäule von Rindern (ohne Schwanzwirbel) als „spezifiziertes Risikomaterial“ eingeordnet. Dies führte dazu, dass zahlreiche Schlacht- und Zerlegebetriebe aus Sicherheitsbedenken die gesamte Wirbelsäule … entsorgten, was einerseits zu einer drastischen Verknappung der Zutat Ochsenschwanz, andererseits zum Verlust der Verbraucherakzeptanz führte. Vor diesem Hintergrund hat sich die Verkehrsauffassung zu als „Ochsenschwanzsuppe“ bezeichneten Produkten im Verlauf der vergangenen 20 Jahre insofern gewandelt, als hierunter heute vor allem eine bestimmte Geschmacksvarietät verstanden wird.“

## Belege
1. ↑  „Ochsenschwanzsuppe.“ In: F. Jürgen Herrmann (Hrsg.): Herings Lexikon der Küche. Fachbuchverlag Pfanneberg, Haan-Gruiten 2012 (Lizenzausgabe Nikol, Hamburg 2016); S. 97. ISBN 978-3-86820-344-8.
2. ↑  „Ochsenschwanzsuppe.“ In: F. Jürgen Herrmann (Hrsg.): Herings Lexikon der Küche. Fachbuchverlag Pfanneberg, Haan-Gruiten 2012 (Lizenzausgabe Nikol, Hamburg 2016); S. 129. ISBN 978-3-86820-344-8.
3. 1 2  „Ochsenschwanzsuppe.“ In: F. Jürgen Herrmann (Hrsg.): Herings Lexikon der Küche. Fachbuchverlag Pfanneberg, Haan-Gruiten 2012 (Lizenzausgabe Nikol, Hamburg 2016); S. 111. ISBN 978-3-86820-344-8.
4. 1 2  „Ochsenschwanzsuppe mit Schwarzbier.“ In: Christopher Trotter, Maggie Ramsay: Alles vom Rind. h.f. ullmann, Köln 2016, ISBN 978-3-8480-0801-8 (Originalausgabe: The whole cow. Recipes & lore for beef and veal. Pavillon Books); S. 185.
5. 1 2 3  Eliza Acton: Modern Cookery, for Private Families: Reduced to a System of Easy Practice, in a Series of Carefully Tested Receipts, in which the Principles of Baron Liebig and Other Eminent Writers Have Been as Much as Possible Applied and Explained. Green, Reader and Dyer, London 1868; S. 47–48. (Google Books).
6. ↑  Richtlinie zur Beurteilung von Suppen und Soßen, Bund für Lebensmittelrecht und Lebensmittelkunde, 2015. S. 3, 9